# Corpa
Corpa település Spanyolországban, Madrid tartományban. Corpa Nuevo Baztán, Valverde de Alcalá, Villalbilla, Anchuelo, Santorcaz és Pezuela de las Torres községekkel határos. Lakosainak száma 792 fő (2024).

## Népesség
A település népessége az utóbbi években az alábbiak szerint változott:
| Lakosok száma | 418  | 507  | 503  | 559  | 643  | 671  | 684  | 713  | 764  | 792  |
|               | 2001 | 2004 | 2007 | 2009 | 2012 | 2014 | 2017 | 2019 | 2022 | 2024 |